# Triinu Hausenberg
Triinu Hausenberg (* 5. Oktober 2002) ist eine estnische Nordische Kombiniererin und Skispringerin.

## Werdegang
Triinu Hausenberg startet für den Andsumae Skiclub. 
International startete Hausenberg in der Nordischen Kombination bisher seit 2015 lediglich in mehreren Kinderwettbewerben sowie im Skispringen bei zwei Wettbewerben im Rahmen des FIS-Cups in Szczyrk im Juli 2016, bei denen sie die Plätze 20 und 21 erreichte.
Bei den Estnischen Meisterschaften 2016 in Otepää gewann sie im Alter von erst 13 Jahren im Damen-Einzel die Goldmedaille. Bei den Meisterschaften 2018 gewann sie Silber hinter Annemarii Bendi.
Im Sommer 2017 gewann sie bei den Estnischen Meisterschaften in der Nordischen Kombination 2017 die Goldmedaille.

## Statistik

### Continental-Cup-Platzierungen
| Saison  | Platz | Punkte |
| ------- | ----- | ------ |
| 2018/19 | 42.   | 22     |